# 주시 J
조던 마이클 휴스턴(Jordan Michael Houston, 1975년 4월 5일 ~ )은 주시 J(Juicy J)라는 예명으로 잘 알려진 미국의 래퍼이다. 스리 6 마피아의 일원이다.